# دنيس سميث (رجل إطفاء)
دنيس سميث (بالإنجليزية: Dennis Smith)‏ هو رجل إطفاء وكاتب أمريكي، ولد في 1940 في مانهاتن في الولايات المتحدة.